# Henri Salvador
Henri Gabriel Salvador (18. července 1917 – 13. února 2008) byl francouzský jazzový zpěvák a kytarista narozený ve Francouzské Guyaně, jeho styl byl ovlivněn karibskou muzikou, bossa novou, ale i blues či swingem. Je považovaný za zpěváka "první francouzské rock'n'rollové písně", již nahrál roku 1956, a jejímiž autory byly Boris Vian a Michel Legrand. Salvador sám však rock'n'roll později opustil a nerad se ke svým počátkům vyjadřoval. Řada jeho písní měla komický nádech, například Mais non, mais non (coververze Mah Nà Mah Nà od Piero Umilianiho) či Juanita Banana. Typické pro něj byly ovšem i křehké jazzové balady jako Dans mon île či Jardin d'hiver. Byl znám jako vášnivý fanoušek fotbalového klubu Paris Saint-Germain.